# Kovačevići, Pljevlja
Kovačevići este un sat din comuna Pljevlja, Muntenegru. Conform datelor de la recensământul din 2003, localitatea are 48 de locuitori (la recensământul din 1991 erau 84 de locuitori).

## Demografie
În satul Kovačevići locuiesc 42 de persoane adulte, iar vârsta medie a populației este de 47,5 de ani (44,7 la bărbați și 49,6 la femei). În localitate sunt 18 gospodării, iar numărul mediu de membri în gospodărie este de 2,67.
Această localitate este populată majoritar de sârbi (conform recensământului din 2003).
|  |

| Demografie | Demografie | Demografie |
| An         | Locuitori  | Locuitori  |
| ---------- | ---------- | ---------- |
|            |            |            |
|            |            |            |
|            |            |            |
|            |            |            |
| 1948       | 87         |            |
| 1953       | 122        |            |
| 1961       | 156        |            |
| 1971       | 151        |            |
| 1981       | 146        |            |
| 1991       | 84         | 84         |
| 2003       | 74         | 48         |

| \| Componența etnică conform recensământului din 2003[2] \| Componența etnică conform recensământului din 2003[2] \| Componența etnică conform recensământului din 2003[2] \| Componența etnică conform recensământului din 2003[2] \| Componența etnică conform recensământului din 2003[2] \| \| ----------------------------------------------------- \| ----------------------------------------------------- \| ----------------------------------------------------- \| ----------------------------------------------------- \| ----------------------------------------------------- \| \| \| \| \| \| \| \| Sârbi \| Sârbi \| \| 37 \| 77,08% \| \| Muntenegreni \| Muntenegreni \| \| 6 \| 12,5% \| \| Musulmani \| Musulmani \| \| 4 \| 8,33% \| \| necunoscută \| necunoscută \| \| 1 \| 2,08% \| |              |  |    |        |
| Componența etnică conform recensământului din 2003 |              |  |    |        |
| |              |  |    |        |
| Sârbi | Sârbi        |  | 37 | 77,08% |
| Muntenegreni | Muntenegreni |  | 6  | 12,5%  |
| Musulmani | Musulmani    |  | 4  | 8,33%  |
| necunoscută | necunoscută  |  | 1  | 2,08%  |